# Gerard Bucknall
Gerard Corfield Bucknall (ur. 14 września 1894 w Rock Ferry, zm. 7 grudnia 1980 w Cheam) – brytyjski wojskowy, generał porucznik, uczestnik obu wojen światowych, dowódca 5 Dywizji Piechoty, a później XXX Korpusu podczas kampanii normandzkiej w 1944.

## Wczesne lata i I wojna światowa
Gerard Bucknall urodził się 14 września 1894 r. w Rock Ferry w hrabstwie Cheshire w Anglii jako syn Harry'ego Corfielda Bucknalla i Alice Frederica Oakshotta. Kształcił się w Repton School i West Downs School. Po wstąpieniu do Royal Military College w Sandhurst w 1913 r., Bucknall został powołany na stanowisko podporucznika Pułku Middlesex w dniu 25 lutego 1914 r. Podczas I wojny światowej Bucknall, awansowany do stopnia porucznika czasu wojny 5 października 1914 r. (na stałe 11 grudnia 1914 r.), służył z 1. batalionem Pułku Middlesex we Francji i w Belgii z wyróżnieniem, w szczególności podczas bitwy nad Sommą 25 sierpnia 1916 r., gdzie objął dowodzenie batalionem po poległym dowódcy i otrzymał za to Krzyż Wojskowy. Od 16 czerwca 1917 r. pełnił obowiązki dowódcy brygady ze 114 Brygadą, będącą częścią 38 Dywizji Walijskiej aż do końca wojny, a w 1918 r. otrzymał powtórne nadanie Krzyża Wojskowego i został wymieniony w dyspozycjach.

## Okres międzywojenny
W okresie międzywojennym Bucknall początkowo służył ze swoim starym batalionem w Niemczech, w później z armią egipską. Następnie wrócił do 1. batalionu Pułku Middlesex i pozostał z nim, dopóki nie wysłano go do Staff College w Camberley, gdzie uczył się w latach 1928–1929. Jego koledzy z roku to m.in. John Harding, Gerald Templer, Richard McCreery, Gordon MacMillan, czy Alexander Galloway. Po powrocie do swojego pułku otrzymał stanowisko w Biurze Wojennym od 21 stycznia 1931 r. do 30 sierpnia 1932 r., kiedy powrócił do Sandhurst, aby dowodzić kompanią kadetów.
Został awansowany do stopnia podpułkownika 1 stycznia 1936 r. i uczęszczał do Royal Naval College w Greenwich. Od 13 marca 1937 r. do 12 kwietnia 1939 r. pełnił funkcję instruktora w Royal Military College of Canada, przejmując obowiązki od Gordona MacMillana, gdzie nawiązał kontakt z niektórymi kanadyjskimi generałami następnej wojny, takimi jak Harry Crerar, ówczesny komendant Royal Military College, czy oraz Eedsonem Burnsem i Guyem Simandsem, obaj byli wówczas instruktorami. Bucknall wrócił do Wielkiej Brytanii w 1939 r. i został dowódcą 2. batalionu Pułku Middlesex. Był jednak z batalionem tylko przez kilka miesięcy, zanim otrzymał awans na pułkownika 1 sierpnia (ze starszeństwem od 1 stycznia 1939 r.) i został asystentem kwatermistrza generalnego w Biurze Wojennym.

## II wojna światowa
Bucknall wciąż był na tym stanowisku w momencie wybuchu II wojny światowej, kiedy we wrześniu 1939 r. Brytyjskie Siły Ekspedycyjne wyjechały do Francji. Następnie dowodził 138 Brygadą Piechoty, a w dniu 29 lipca 1941 r. awansował na generała dywizji stanu wojny i został mianowany dowódcą 53 Walijskiej Dywizji Piechoty. Jego stopień generała dywizji został zatwierdzony na stałe 29 lipca 1942 r. Niedługo po tym, 12 września 1942 r. Bucknall został awansowany do stopnia generała porucznika (generała broni) i zastąpił gen. Johna Crockera jako dowódcę XI Korpusu we wschodniej Anglii. Pełnił tę funkcję do kwietnia 1943 r., kiedy to zastąpił gen. Fredericka Morgana na stanowisku dowódcy I Korpusu, który został wyznaczony jako formacja szturmowa przeznaczona do inwazji na Normandię, mając w swym składzie kanadyjską 3 Dywizją Piechoty oraz brytyjską 3 i 49 Dywizją Piechoty West Riding. Bucknall został kawalerem Orderu Łaźni 2 czerwca 1943 r.
Sfrustrowany przedłużającym się szkoleniem żołnierzy i chcąc dowodzić wojskiem na polu bitwy, Bucknall poprosił o obniżenie swojego stopnia do generała dywizji czasu wojny, aby mógł dowodzić dywizją. Spełniono jego prośbę i wysłano go nad Morze Śródziemne, gdzie jego szansa nadeszła 3 sierpnia 1943 r. Wtedy to został dowódcą 5 Dywizji Piechoty w końcowych etapach alianckiej operacji na Sycylii. Później kierował dywizją podczas inwazji aliantów na Włochy i na wczesnych etapach kampanii włoskiej. Jego stopień generała dywizji został zatwierdzony na stałe 21 grudnia 1943 r.
Bucknall zrobił wrażenie na gen. Bernardzie Montgomerym, dowódcy 21 Grupy Armii, a kiedy został wybrany do operacji Overlord, alianckiej inwazji na Normandię, został mianowany dowódcą XXX Korpusu; Bucknall objął to stanowisko 27 stycznia 1944 r. ponownie jako generał porucznik czasu wojny. 11 marca jego stopień generała porucznika został zatwierdzony na stałe. Jednak szef Imperialnego Sztabu Generalnego, gen. Alan Brooke uważał, że Bucknall nie nadaje się do dowodzenia na tym poziomie. W sierpniu 1944 r. został usunięty ze stanowiska, ze względu na stosunkowo słabe wyniki bojowe XXX Korpusu, w szczególności porażkę w operacji Perch, i został zastąpiony przez gen. Briana Horrocksa. Montgomery przyznał później, że popełnił błąd, mianując Bucknalla na to stanowisko, a ten w listopadzie 1944 r., ponownie zdegradowany do stopnia generała dywizji, otrzymał dowództwo sił niebojowych w Irlandii Północnej. Sprawował je aż do przejścia na emeryturę wojskową 4 marca 1948 r., po czym otrzymał honorowy awans na generała porucznika.

## Po wojnie
W 1952 r. Bucknall otrzymał funkcję honorowego pułkownika swego macierzystego Pułku Middlesex, którą pełnił do 1959 r. Zmarł w wieku 86 lat 7 grudnia 1980 r. w domu spokojnej starości w londyńskim Cheam.